# 謝莫維特三世
謝莫維特三世（波蘭語：Siemowit III，約1320年—1381年6月16日），馬佐夫舍公爵，特洛傑登一世之子，加里西亞國王尤里二世之弟。

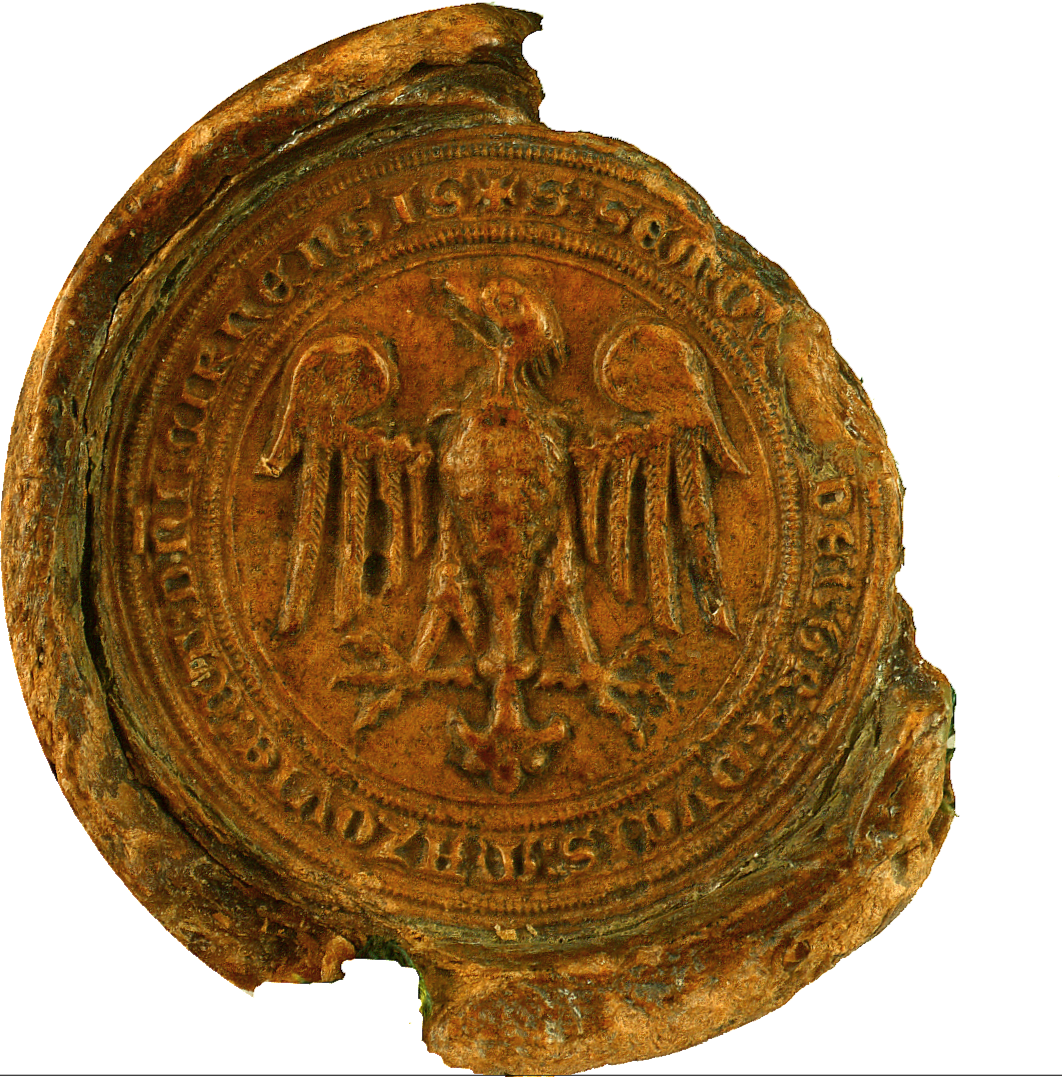
謝莫維特三世的印章

## 家庭
1335年，謝莫維特三世與奧帕瓦公爵米庫拉斯二世的女兒歐菲米亞結婚，兩人共有2子1女：
1. 雅努斯一世（約1350年—1429年）
2. 謝莫維特四世（約1355年—1426年）
3. 瑪格莎塔（英语：Margaret of Masovia）（約1358年—約1390年）